# Вільгельм (князь Албанії)
Принц Вільгельм Фрідріх Генріх цу Від (нім. Wilhelm Friedrich Heinrich Prinz zu Wied; 26 березня 1876 — 18 квітня 1945) — перший і єдиний князь (мбрет) Албанії. Представник княжого роду Відів, племінник Єлизавети, першої королеви Румунії.

## Життєпис
Народився і виріс у прирейнській Німеччині. 7 березня 1914 князь Вільгельм Від прийняв пропозицію зайняти албанський трон. До цього його підштовхувала німецька верхівка Австро-Угорщини, яка зуміла в 1908 році анексувати Боснію і Герцеговину, незважаючи на протидію Сербії і Росії. Австро-Угорщина прагнула розширити вихід до моря шляхом посилення свого впливу на Албанію. Але тут її інтереси зіткнулися з Італією, яка бажала перетворити Албанію в свою колонію, а також з Грецією, оскільки в Південній Албанії (Північний Епір) з часів ранньої античності була велика грецька меншість.
Після прибуття в Дуррес Вільгельм правив Албанією в період з 21 лютого по 3 вересня 1914 року. У цей час частина албанських міністрів почала активно співпрацювати з Італією, звідки були отримані кошти на організацію в Албанії перевороту. Скориставшись послабленнями з боку Вільгельма, південь Албанії окупувала Греція.
Побоюючись за своє життя, Вільгельм залишив країну і повернувся до Німеччини, де продовжував іменувати себе «албанським князем». Незважаючи на його короткочасне правління, Вільгельм формально залишався князем албанським більше 11 років, до 31 січня 1925 року, коли на території країни була офіційно проголошена республіка. Останні роки життя Вільгельм Від провів у Румунії і був похований на лютеранському кладовищі в Бухаресті.

## Походження
Його дідусем і бабусею по батьківській лінії були Герман, принц цу Від і принцеса Марія Нассау. Марія була дочкою Вільгельма, герцога Нассау і його першої дружини Луїзи Саксен-Хільдбургхаузен, дочки Фрідріха, герцога Саксен-Альтенбургского і герцогині Шарлотти Джорджини Мекленбург-Стреліцької.
Його бабуся і дідусь по материнській лінії — принц Фредерік Нідерландський і принцеса Луїза Прусська. Луїза була дочкою короля Пруссії Фрідріха Вільгельма III і герцогині Луїзи  Мекленбург-Стреліцької.
Принц Вільям служив прусським офіцером кавалерії, перш ніж стати капітаном у німецькому Генштабі в 1911 році.

## Кандидат на албанський трон
Тітка принца Вільгельма — королева Румунії Єлизавета, дізнавшись, що великі держави шукали аристократа, щоб правити Албанією, попросили прийняти Іонеску, щоб спробувати переконати їх призначити свого племінника на цей пост.
У кінцевому підсумку європейські держави — Австро-Угорщина, Сполучене Королівство Великої Британії та Ірландії, Французька Третя республіка, Німецька імперія, Російська імперія і Королівство Італія — вибрали Вільгельма, члена німецького княжого дому Від, і пов'язаний з королем Нідерландів, щоб правити Албанією. Оголошення було зроблено в листопаді 1913 року, і рішення було прийнято Ісмаїлом Кемалом — главою Тимчасового Уряду. Пропозицію албанського престолу було вперше зроблено йому навесні 1913 року, але він відмовився. Незважаючи на відмову від пропозиції, австрійці чинили тиск на принца Вільгельма, намагаючись переконати його.
Західні європейці вважали Албанію бідною, беззаконної і відсталою країною в 1913 році. Тому серед повідних держав склалася думка, що Албанія не здатна конкурувати з іншими. Французька преса посилалася на Вільгельма як «le Prince de Vide», що означає «принц порожнечі». [Архівовано 15 травня 2018 у Wayback Machine.]

## Принц Албанії
7 лютого 1914 Вільгельм дозволив великим державам зрозуміти, що він прийме трон. 21 лютого 1914 року делегація албанських знавців на чолі з Ессадом Пашею і Арбрешевимі (на чолі з Луїджі Баффі і Вінченцо Баффа Траско) зробила офіцйну пропозицію, яку він прийняв, ставши принцом Албанії. Через місяць після прийняття трону 7 березня він прибув у тимчасову столицю Дурреса і почав організовувати уряд, призначивши Турхан Пашу Перметті, щоб сформувати перший албанський кабінет. У цьому першому кабінеті домінували аристократи (принц Ессад Паша, який був міністром закордонних справ, фінансами розпоряджався князь Джорджа Адаміді, князь Азіз Паша Вріоні).
Його коротке царювання виявилося неспокійним. Відразу після прибуття принца в центральній Албанії спалахнули повстання мусульман проти його головного міністра — Ессад Паші й проти іноземного панування, яке не було турецьким. Греція заохочувала створення сепаратистського тимчасового уряду в Північній Епірі. Хоча було досягнуто згоди про надання додаткових прав грецькій меншині, Грецька армія зайняла Південну Албанію, виключаючи Берат і Корчі. Позиція Вільгельма також підривалася його власними чиновниками, зокрема самим Ессад Пашею, які фактично розкрадали гроші з Італії, щоб фінансувати повстання і організувати переворот проти Вільгельма. Змову було викрито. Паша заарештований 19 травня 1914 року, судився за зраду і засуджений до смертної кари. Тільки втручання італійського уряду врятувало йому життя, і він втік на заслання в Італію. [Архівовано 15 травня 2018 у Wayback Machine.]
Спалах Першої світової війни приніс більше проблем принцу Вільгельму, оскільки Австро-Угорщина зажадала, щоб він відправив албанських солдат у бій разом з ними. Коли він відмовився, пославшись на нейтралітет Албанії в Лондонському договорі, винагорода, яку він отримував, була відібрана.

## Вигнання та смерть
З липня 1914 року Албанія опинилася в стані громадянської війни. Греція, яка окупувала південь країни, чинила великий тиск на владу. Великі держави воювали один з одним, тому режим Вільгельма було повалено. Принц покинув країну 3 вересня 1914 року, спочатку прямуючи до Венеції. Незважаючи на те, що він залишив Албанію, він наполягав на тому, що він залишається главою держави. У своїй прокламації Вільгельм повідомив людям, що «він визнав за необхідне тимчасово бути відсутнім».
Він повернувся до Німеччини і приєднався до Імперської німецької армії під псевдонімом «Граф Круя». Назва походить від міста Круджа в Албанії. Коли австро-угорці змусили сербську і чорногорську армію покинути Північну Албанію в перші місяці 1916 року, надії Вільгельма на відновлення були знову відроджені, хоча в кінцевому рахунку вони ні до чого не привели. Після війни він все ще зберігав амбіції на своє відновлення, але учасники Паризької мирної конференції навряд чи повернуть трон того, хто тільки що бився проти них.
Хоча кілька фракцій, що конкурують владу в післявоєнній Албанії, виступали в якості референтів для Вільгельма. Коли Центральна влада була остаточно відновлена в 1924 році, країна була оголошена республікою. 31 січня 1925 року принц Вільгельм офіційно закінчив своє правління.
Коли монархія в Албанії була відновлена, президент Ахмет Зогу став королем, принц Вільгельм підтвердив свої претензії на трон, оголосивши, що він все ще продовжує претендувати на трон для себе і своїх спадкоємців.

## Шлюб і діти
30 листопада 1906 у Вальденбурзі Вільгельм одружився з Софією Шенбург-Вальденбургською (1885—1936). У них було двоє дітей:
- Марія Елеонора цу Від (1909—1956); 1-й чоловік (з 1937 року): принц Альфред фон Шенбург-Вальденбург (1905—1941), 2-й чоловік (з 1949 року): Йон Октавіан Буня (1899—1977).
- Кароль Віктор фон Від, «наслідний принц Албанії» (1913—1973); з 1966 року одружений з Ейлін Джонстон (1922—1985).

## Титули
- 26 березня 1876 року — 7 березня 1914 року: Його Світлість Принц Вільгельм Від.
- 7 березня 1914 року — 18 квітня 1945 року: Його Високість Принц Албанії.

## Нагороди

### Румунське королівство
- Орден Зірки Румунії, великий хрест (4 грудня 1913)
- Орден Корони Румунії, великий хрест

### Королівство Італія
- Орден Святих Маврикія та Лазаря, великий хрест (10 лютого 1914)
- Орден Корони Італії, великий хрест (10 лютого 1914)

### Королівство Пруссія
- Орден Червоного орла, великий хрест (25 лютого 1914)
- Орден Святого Йоанна (Бранденбург), почесний лицар
- Орден Корони (Пруссія) 3-го класу

### Інші країни
- Орден Полярної зірки, великий хрест (Шведсько-норвезька унія; 1896)[5]
- Орден Фрідріха (Вюртемберг), великий хрест (29 жовтня 1898)
- Орден Леопольда (Австрія), великий хрест (Австро-Угорщина; 13 лютого 1914)
- Орден Почесного легіону, великий хрест (Франція; 19 лютого 1914)
- Орден Святого Олександра Невського (Російська імперія; 27 лютого 1914)
- Орден Чорного орла (Албанія) (26 березня 1914) — засновний ордену.
- Королівський Вікторіанський орден, почесний великий хрест (Британська імперія)
- Орден «За військові заслуги» (Болгарія) 5-го класу